# Jean Beausejour
Jean André Emanuel Beausejour Coliqueo, noto solo come Jean Beausejour (Santiago, 1º giugno 1984), è un ex calciatore cileno, di ruolo centrocampista.

## Carriera

### Club
Nato a Santiago da padre haitiano di etnia afrocaraibica e da madre mapuche, inizia la sua carriera calcistica nell'Universidad Católica nel 2001 e da allora ha giocato per molti club.
Nel 2004 firma un contratto con il Servette e rimane in Svizzera per un anno prima di unirsi al Grêmio nel 2005 e poi al Gent nel 2006. Nel 2007 ritorna in Cile e gioca un anno con il Cobreloa e poi per l'O'Higgins nel 2008.
Il 1º dicembre 2008 firma un contratto di tre anni e mezzo per il América. Dopo avervi giocato per due anni, nell'estate del 2010 passa al club inglese del Birmingham City, con cui esordisce in Premier League il 18 settembre 2010 nel match perso 3-1 con il West Bromwich, subentrando all'83' minuto di gioco ad Aliaksandr Hleb. Dopo aver trovato la prima rete in maglia bluenoses nella partita del quinto round di FA Cup vinta per 3-0 contro lo Sheffield Weds, Il 27 febbraio 2011 ha vinto la English Football League Cup, grazie alla vittoria in finale della sua squadra sull'Arsenal a Wembley per 2-1; Beausejour ha giocato da subentrato, sostituendo, al 50' minuto, Craig Gardner. Questa vittoria ha permesso al Birmingham City di giocare l'Europa League nonostante la retrocessione patita a fine stagione.
Il 3 novembre 2011 ha realizzato la sua prima rete in carriera nelle competizioni europee, contro il Club Bruges nella partita interna della fase a gironi pareggiata per 2-2.
Il 25 gennaio 2012 viene ceduto al Wigan per un biennio, alla fine della quale torna in Cile, tra le file di Colo-Colo, Universidad de Chile e Coquimbo Unido.
Il 28 gennaio 2022 annuncia il proprio ritiro dall'attività calcistica.

### Nazionale
Dal suo ingresso nell'O'Higgins Beausejour ha impressionato l'allenatore della Nazionale del Cile Marcelo Bielsa ed è stato convocato per la nazionale tre volte.
Figura tra i 23 convocati del Cile per il Mondiale 2010 in Sudafrica. Sigla il suo primo gol in Nazionale nella vittoria contro l'Honduras nella prima partita del Mondiale.
Viene convocato per la Copa América Centenario negli Stati Uniti.
Giocando e andando a segno anche durante il Mondiale 2014 precisamente contro l'Australia, scrive il suo nome tra i marcatori del Mondiale per due edizioni consecutive.
Beausejour è stato un membro della squadra del Copa América 2015 del Cile che ha vinto il torneo per la prima volta. Ha giocato tutti i 120 minuti della finale, in cui il Cile ha battuto l'Argentina 4-1 ai rigori all'Estadio Nacional. Lui e la sua squadra hanno ripetuto il successo nell'edizione del Copa América Centenario dell'anno successivo. Di nuovo ha giocato tutti i 120 minuti della finale contro l'Argentina, che è di nuovo terminata 0-0 dopo i tempi supplementari. Questa volta ha tirato e convertito il quarto rigore mentre il Cile ha vinto 4-2 ai rigori. Insieme a sette dei suoi compagni di squadra, Beausejour è stato incluso nella Miglior formazione del torneo. La vittoria del 2015 ha qualificato il Cile per la Coppa delle Confederazioni 2017. Beausejour ha iniziato le prime due partite del girone ed è rimasto inutilizzato nella terza. È tornato in squadra per la semifinale, in cui il Cile ha battuto il Portogallo 3-0 ai rigori, ed è stato titolare nella finale, persa dal Cile 1-0 contro la Germania.
In un'amichevole contro la Danimarca il 27 marzo 2018, Beausejour e Arturo Vidal sono diventati il sesto e il settimo giocatore a raggiungere le 100 presenze con il Cile.

## Vita privata
Beausejour è nato a Santiago. Suo padre, Jean Coty Beausejour, era uno studente universitario haitiano di discendenza africana che poi ha lavorato per le Nazioni Unite, e sua madre, Viviana Coliqueo Collipay, è una cilena di etnia Mapuche il cui padre, Andres, era migrato in città per trovare lavoro. I genitori di Beausejour si separarono quando era molto giovane, e fu allevato da sua madre e dai suoi nonni; considera suo nonno come una figura paterna. La famiglia viveva a Villa Carmelitas, nel comune di Estación Central di Santiago, dove Beausejour ha studiato alla Escuela Profesor Ramón del Río, al Colegio Holanda e al Liceo Guillermo Feliú Cruz. Nel 2010, il consiglio locale lo ha dichiarato un Hijo Ilustre, 'figlio onorato', della comunità, e sei anni dopo un nuovo centro sportivo è stato intitolato a lui.

## Palmarès

### Club
- Campionato cileno: 3

Universidad Catolica: 2002 Apertura
Colo Colo: 2015-2016 Apertura
Universidad de Chile: 2016-2017 Clausura
- Campeonato Brasileiro Série B: 1

2005
- Coppa di Lega inglese: 1

Birmingham City: 2010-2011
- Coppa d'Inghilterra: 1

Wigan: 2012-2013

### Nazionale
- Coppa America: 2

Cile 2015, USA 2016